# The Show: Live on Tour
El The Show: Live on Tour es la tercera gira musical del cantante irlandés Niall Horan para promocionar su tercer álbum de estudio The Show (2023). Iniciará el 20 de febrero de 2024 en Belfast y finalizará el 9 de octubre de 2024 en Bogotá. La gira cuenta con la participación de Tommy Lefroy como teloneras.

## Antecedentes
El 22 de mayo de 2023, en apoyo al tercer álbum del cantante The Show, se anuncia su gira incluyendo fechas en Europa, Oceanía y Norteamérica entre febrero y julio de 2024. Esta marcaría su primera gira de concierto desde el 2018, luego de la cancelación del Nice To Meet Ya Tour debido a la pandemia de Covid-19. El 2 de junio de 2023 se duplican fechas en Belfast, Ámsterdam, Melbourne, Toronto e Inglewood y se triplica en Dublín debido a la alta demanda. El 6 de julio se anuncia una fecha en Oslo y al día siguiente en Glasgow. El 20 de julio se agendan conciertos en Praga y Tokio. El 1 de septiembre, debido a la gran demanda en los conciertos en el Reino Unido e Irlanda, Horan anuncia seis nuevas fechas en cinco ciudades británicas y Dublín para agosto y septiembre de 2024. El 12 de octubre se da a conocer la etapa asiática de la gira, incluyendo el concierto anunciado en Tokio y tres ciudades más, y se añaden seis conciertos en los Estados Unidos, incluyendo una segunda fecha en el Madison Square Garden. El 1 de diciembre se anuncia a Tommy Lefroy como teloneras de ambas etapas europeas de la gira.
El 6 de julio se anuncia a Gina Miles, ganadora de The Voice 2023 que pertenecía al grupo de Horan, abrirá los conciertos en Tinley Park y Mountain View.

## Repertorio
1. «Nice to Meet Ya»
2. «On a Night Like Tonight»
3. «On the Loose»
4. «Small Talk» / «Edge of Seventeen»
5. «The Show»
6. «Since We're Alone»
7. «If You Leave Me»
8. «Black and White»
9. «Flicker»
10. «This Town»
11. «You Could Start a Cult»
12. «Heaven»
13. «Everywhere»
14. «Night Changes»
15. «Fire Away»
16. «Meltdown»
17. «Mirrors»
18. «Still»
19. «Save My Life»
20. «Slow Hands»

## Fechas
| Fecha (2024)      | Ciudad           | País            | Recinto                                | Teloneros                 | Asistencia | Recaudación |
| Europa            | Europa           | Europa          | Europa                                 | Europa                    | Europa     | Europa      |
| ----------------- | ---------------- | --------------- | -------------------------------------- | ------------------------- | ---------- | ----------- |
| 20 de febrero     | Belfast          | Reino Unido     | SSE Arena Belfast                      | Tommy Lefroy              | ―          | ―           |
| 21 de febrero     | Belfast          | Reino Unido     | SSE Arena Belfast                      | Tommy Lefroy              | ―          | ―           |
| 23 de febrero     | Dublín           | Irlanda         | 3Arena                                 | Tommy Lefroy Amy Michelle | ―          | ―           |
| 24 de febrero     | Dublín           | Irlanda         | 3Arena                                 | Tommy Lefroy Amy Michelle | ―          | ―           |
| 25 de febrero     | Dublín           | Irlanda         | 3Arena                                 | Tommy Lefroy Amy Michelle | ―          | ―           |
| 27 de febrero     | Birmingham       | Reino Unido     | Resorts World Arena                    | Tommy Lefroy              | ―          | ―           |
| 28 de febrero     | Glasgow          | Reino Unido     | OVO Hydro                              | Tommy Lefroy              | ―          | ―           |
| 1 de marzo        | Londres          | Reino Unido     | OVO Arena Wembley                      | Tommy Lefroy              | ―          | ―           |
| 4 de marzo        | Cardiff          | Reino Unido     | Cardiff International Arena            | Tommy Lefroy              | ―          | ―           |
| 5 de marzo        | Mánchester       | Reino Unido     | AO Arena                               | Tommy Lefroy              | ―          | ―           |
| 7 de marzo        | Amberes          | Bélgica         | Sportpaleis                            | Tommy Lefroy              | ―          | ―           |
| 8 de marzo        | París            | Francia         | Zénith Paris                           | Tommy Lefroy              | ―          | ―           |
| 11 de marzo       | Berlín           | Alemania        | Mercedes-Benz Arena                    | Tommy Lefroy              | ―          | ―           |
| 12 de marzo       | Copenhague       | Dinamarca       | Royal Arena                            | Tommy Lefroy              | ―          | ―           |
| 14 de marzo       | Oslo             | Noruega         | Oslo Spektrum                          | Tommy Lefroy              | ―          | ―           |
| 15 de marzo       | Estocolmo        | Suecia          | Hovet                                  | Tommy Lefroy              | ―          | ―           |
| 17 de marzo       | Praga            | República Checa | Sportovní hala Fortuna                 | Tommy Lefroy              | ―          | ―           |
| 18 de marzo       | Łódź             | Polonia         | Atlas Arena                            | Tommy Lefroy              | ―          | ―           |
| 20 de marzo       | Múnich           | Alemania        | Olympiahalle                           | Tommy Lefroy              | ―          | ―           |
| 21 de marzo       | Milán            | Italia          | Mediolanum Forum                       | Tommy Lefroy              | ―          | ―           |
| 23 de marzo       | Madrid           | España          | Wizink Center                          | Tommy Lefroy              | ―          | ―           |
| 26 de marzo       | Düsseldorf       | Alemania        | PSD Bank Dome                          | Tommy Lefroy              | ―          | ―           |
| 27 de marzo       | Ámsterdam        | Países Bajos    | Ziggo Dome                             | Tommy Lefroy              | ―          | ―           |
| 28 de marzo       | Ámsterdam        | Países Bajos    | Ziggo Dome                             | Tommy Lefroy              | ―          | ―           |
| Oceanía           |                  |                 |                                        |                           |            |             |
| 26 de abril       | Auckland         | Nueva Zelanda   | Spark Arena                            | Birdy                     | ―          | ―           |
| 28 de abril       | Brisbane         | Australia       | Brisbane Entertainment Center          | Birdy                     | ―          | ―           |
| 1 de mayo         | Sídney           | Australia       | Qudos Bank Arena                       | Birdy                     | ―          | ―           |
| 3 de mayo         | Melbourne        | Australia       | Rod Laver Arena                        | Birdy                     | ―          | ―           |
| 4 de mayo         | Melbourne        | Australia       | Rod Laver Arena                        | Birdy                     | ―          | ―           |
| Asia              |                  |                 |                                        |                           |            |             |
| 9 de mayo         | Singapur         | Singapur        | Singapore Indoor Stadium               | —                         | ―          | ―           |
| 11 de mayo        | Yakarta          | Indonesia       | Beach City International Stadium       | —                         | ―          | ―           |
| 13 de mayo        | Manila           | Filipinas       | SM Mall of Asia Arena                  | —                         | ―          | ―           |
| 15 de mayo        | Tokio            | Japón           | Tokyo Garden Theater                   | —                         | ―          | ―           |
| América del Norte |                  |                 |                                        |                           |            |             |
| 29 de mayo        | Hollywood        | Estados Unidos  | Seminole Hard Rock Hotel & Casino      | Del Water Gap             | ―          | ―           |
| 31 de mayo        | Tampa            | Estados Unidos  | MidFlorida Credit Union Amphitheatre   | Del Water Gap             | ―          | ―           |
| 1 de junio        | Alpharetta       | Estados Unidos  | Ameirs Bank Amphitheatre               | Del Water Gap             | ―          | ―           |
| 3 de junio        | Nashville        | Estados Unidos  | Bridgestone Arena                      | Del Water Gap             | ―          | ―           |
| 5 de junio        | Charlotte        | Estados Unidos  | PNC Music Pavilion                     | Del Water Gap             | ―          | ―           |
| 7 de junio        | Raleigh          | Estados Unidos  | Coastal Credit Union Music Park        | Del Water Gap             | ―          | ―           |
| 8 de junio        | Bristow          | Estados Unidos  | Jiffy Lube Live                        | Del Water Gap             | ―          | ―           |
| 11 de junio       | Filadelfia       | Estados Unidos  | The Mann Center                        | Del Water Gap             | ―          | ―           |
| 13 de junio       | Nueva York       | Estados Unidos  | Madison Square Garden                  | Del Water Gap             | ―          | ―           |
| 14 de junio       | Nueva York       | Estados Unidos  | Madison Square Garden                  | Del Water Gap             | ―          | ―           |
| 15 de junio       | Mansfield        | Estados Unidos  | Xfinity Center                         | Del Water Gap             | ―          | ―           |
| 18 de junio       | Bridgeport       | Estados Unidos  | Hartford HealthCare Amphitheater       | Del Water Gap             | ―          | ―           |
| 19 de junio       | Bangor           | Estados Unidos  | Maine Savings Amphitheater             | Del Water Gap             | ―          | ―           |
| 21 de junio       | Saratoga Springs | Estados Unidos  | Saratoga Performing Arts Center        | Del Water Gap             | ―          | ―           |
| 22 de junio       | Búfalo           | Estados Unidos  | Darien Lake Amphitheater               | Del Water Gap             | ―          | ―           |
| 25 de junio       | Cincinnati       | Estados Unidos  | Riverbend Music Center                 | Del Water Gap             | ―          | ―           |
| 26 de junio       | Cuyahoga Falls   | Estados Unidos  | Blossom Music Center                   | Del Water Gap             | ―          | ―           |
| 28 de junio       | Toronto          | Canadá          | Scotiabank Arena                       | Del Water Gap             | ―          | ―           |
| 29 de junio       | Toronto          | Canadá          | Scotiabank Arena                       | Del Water Gap             | ―          | ―           |
| 7 de julio        | Saint Paul       | Estados Unidos  | Xcel Energy Center                     | Del Water Gap             | ―          | ―           |
| 9 de julio        | Tinley Park      | Estados Unidos  | Credit Union 1 Amphitheatre            | Del Water Gap Gina Miles  | ―          | ―           |
| 10 de julio       | Clarkston        | Estados Unidos  | Pine Knob Music Theatre                | Del Water Gap             | ―          | ―           |
| 12 de julio       | San Luis         | Estados Unidos  | Hollywood Casino Amphitheatre          | Del Water Gap             | ―          | ―           |
| 13 de julio       | Noblesville      | Estados Unidos  | Ruoff Music Center                     | Del Water Gap             | ―          | ―           |
| 16 de julio       | Kansas City      | Estados Unidos  | Starlight Theatre                      | Del Water Gap             | ―          | ―           |
| 17 de julio       | Rogers           | Estados Unidos  | Walmart Arkansas Music Pavilion        | Del Water Gap             | ―          | ―           |
| 19 de julio       | Denver           | Estados Unidos  | Ball Arena                             | Del Water Gap             | ―          | ―           |
| 20 de julio       | Salt Lake City   | Estados Unidos  | Usana Amphitheatre                     | Del Water Gap             | ―          | ―           |
| 23 de julio       | Auburn           | Estados Unidos  | White River Amphitheatre               | Del Water Gap             | ―          | ―           |
| 24 de julio       | Ridgefield       | Estados Unidos  | RV Inn Style Resorts Amphitheater      | Del Water Gap             | ―          | ―           |
| 26 de julio       | Mountain View    | Estados Unidos  | Shoreline Amphitheatre                 | Del Water Gap Gina Miles  | ―          | ―           |
| 27 de julio       | Inglewood        | Estados Unidos  | Kia Forum                              | Del Water Gap             | ―          | ―           |
| 28 de julio       | Inglewood        | Estados Unidos  | Kia Forum                              | Del Water Gap             | ―          | ―           |
| 30 de julio       | Chula Vista      | Estados Unidos  | North Island Credit Union Amphitheatre | Del Water Gap             | ―          | ―           |
| 31 de julio       | Phoenix          | Estados Unidos  | Talking Stick Resort Amphitheatre      | Del Water Gap             | ―          | ―           |
| 2 de agosto       | Dallas           | Estados Unidos  | Dos Equis Pavilion                     | Del Water Gap             | ―          | ―           |
| 3 de agosto       | Austin           | Estados Unidos  | Moody Center                           | Del Water Gap             | ―          | ―           |
| Europa            |                  |                 |                                        |                           |            |             |
| 23 de agosto      | Dublín           | Irlanda         | Royal Hospital Kilmainham              | —                         | ―          | ―           |
| 24 de agosto      | Dublín           | Irlanda         | Royal Hospital Kilmainham              | —                         | ―          | ―           |
| 27 de agosto      | Mánchester       | Reino Unido     | Co-op Live                             | —                         | ―          | ―           |
| 28 de agosto      | Leeds            | Reino Unido     | First Direct Arena                     | —                         | ―          | ―           |
| 30 de agosto      | Newcastle        | Reino Unido     | Utilita Arena Newcastle                | —                         | ―          | ―           |
| 31 de agosto      | Aberdeen         | Reino Unido     | P&J Live                               | —                         | ―          | ―           |
| 3 de septiembre   | Londres          | Reino Unido     | The O2 Arena                           | —                         | ―          | ―           |
| 7 de septiembre   | Múnich           | Alemania        | Olympiapark Munchen                    | Festival                  | Festival   | Festival    |
| 9 de septiembre   | Berlín           | Alemania        | Olympiapark Berlin                     | Festival                  | Festival   | Festival    |
| América Latina    |                  |                 |                                        |                           |            |             |
| 20 de septiembre  | Ciudad de México | México          | Palacio de los Deportes                | —                         | —          | —           |
| 21 de septiembre  | Ciudad de México | México          | Palacio de los Deportes                | —                         | —          | —           |
| 23 de septiembre  | Guadalajara      | México          | Arena VFG                              | —                         | —          | —           |
| 25 de septiembre  | Monterrey        | México          | Arena Monterrey                        | —                         | —          | —           |
| 28 de septiembre  | Sao Paulo        | Brasil          | Parque do Ibirapuera                   | —                         | —          | —           |
| 29 de septiembre  | Rio de Janeiro   | Brasil          | Farmasi Arena                          | —                         | —          | —           |
| 2 de octubre      | Buenos Aires     | Argentina       | Movistar Arena                         | —                         | —          | —           |
| 4 de octubre      | Santiago         | Chile           | Movistar Arena                         | —                         | —          | —           |
| 6 de octubre      | Lima             | Perú            | Estadio Nacional                       | —                         | —          | —           |
| 9 de octubre      | Bogotá           | Colombia        | Movistar Arena                         | —                         | —          | —           |